# マリク・イブン・アシュタル

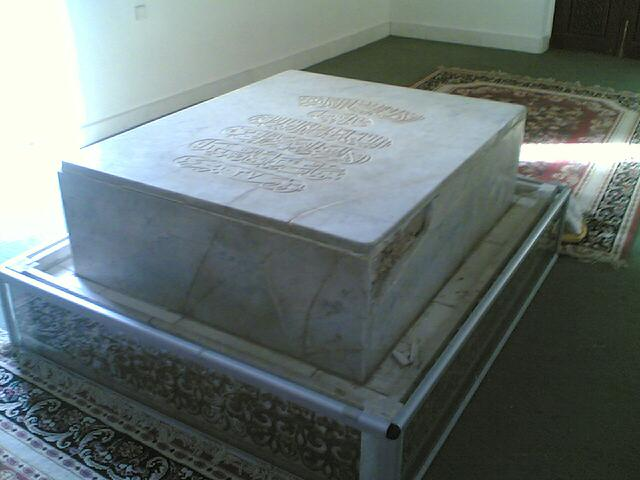
マリク・イブン・アシュタル

マリク・イブン・アシュタル（? - 658年）（アラビア語ではمالك الأشتر,Mālik al-Ashtar,マーリク・アル＝アシュタル）は、イスラーム初期の武将。サハーバ（教友）。第4代正統カリフ、アリー・イブン・アビー・ターリブの重臣。
アシュタルは若い頃からアリー・イブン・アビー・ターリブと親しく、アリーがカリフとなったあとは側近・重臣・参謀として活躍した。657年1月にアリーがクーファへ拠点を遷したときには先行して前総督のアブー・ムーサー・アル＝アシュアリーを追い出し、アリーの受け入れ準備を整えた。また同年のスィッフィーンの戦いでは左翼のクーファ騎兵を指揮するとともに、全軍の副将を務めた。彼は用兵に非凡な才能を持ち、ムアーウィヤのシリア軍を敗北寸前まで追い込むことに成功した。
658年、アリーはそれまでのカイス・イブン＝サアドに代えてアブー・バクルの子のムハンマドをエジプト総督とした。若年のムハンマドはエジプトの反アリー派勢力を押さえきれず、混乱が広まった。アリーは当時北部イラクのニシビスを統治していたアシュタルを呼び出し、ムハンマドを助けるべくエジプトへ行くよう命じた。ムアーウィヤはアシュタルのエジプト赴任によって自身の本拠地シリアが東西から挟撃されることを恐れ、側近アムル・イブン・アル＝アースとはかり、アシュタルを毒殺した。
ムアーウィヤは「アリーはもはやその両腕を失った」と歓喜し、アリーは悲嘆に暮れたという。